# David Danino
David Danino (hebrejsky: דוד דנינו, žil 1924 – 7. června 1990) byl izraelský politik a poslanec Knesetu za Národní náboženskou stranu.

## Biografie
Narodil se ve městě Marrákeš v Maroku. V roce 1956 přesídlil do Izraele. V Maroku vystudoval ješivy, absolvoval učitelský seminář a vzdělávací kurzy na Bar-Ilanově univerzitě. Získal osvědčení pro výkon profese učitele a rabína.

## Politická dráha
Ještě v Maroku působil v Casablance jako sionistický instruktor. V roce 1953 se v Jeruzalému zapojil do aktivit strany ha-Po'el ha-Mizrachi. V letech 1956–1959 učil na Státní škole Galil, kterou zakládal. V roce 1964 byl členem vedení Sefardské federace. V letech 1960–1969 byl starostou města Šlomi. V roce 1978 zastával v ha-Po'el ha-Mizrachi funkci předsedy organizačního výboru. Zasedal také v předsednictvu sionistického výkonného výboru.
V izraelském parlamentu zasedl po volbách v roce 1984, do nichž šel za Národní náboženskou stranu. Byl členem výboru pro jmenování rabínských soudců, výboru pro záležitosti vnitra a životního prostředí, výboru House Committee a finančního výboru. Ve volbách v roce 1988 mandát neobhájil.